# Maria Ana Bobone
Maria Ana Sarmento de Beires d'Orey Bobone (Porto, 5 de Dezembro de 1974) é uma fadista portuguesa.

## Família
É filha de Filipe José de Albuquerque d'Orey Bobone (Lisboa, Santos-o-Velho, 30 de Maio de 1946 — 1 de Outubro de 2009), Engenheiro Eletrotécnico, e Maria Teresa de Meneses Fontes Sarmento de Beires (Porto, Santo Ildefonso). Casou com Frederico Mendes de Almeida Bobone (Lisboa, São Domingos de Benfica, 22 de Dezembro de 1972).

## Biografia
Maria Ana Bobone estreou-se a cantar Fado os 16 anos, tendo concluído posteriormente os cursos de Piano e de Canto do Conservatório Nacional de Música de Lisboa.
O seu primeiro trabalho discográfico foi "Alma Nova", gravado com outros dois fadistas. Seguidamente, e já a solo, grava dois discos para a editora americana MA Recordings: Luz Destino e Senhora da Lapa, com cravo e saxofone, além da guitarra portuguesa.  Grava depois "Nome de Mar", trabalho que lhe traz reconhecimento público e críticas favoráveis na comunicação social.
Maria Ana Bobone já foi acompanhada por guitarristas de renome como Ricardo Rocha e Pedro Caldeira Cabral e atua nas principais salas de espectáculos portuguesas e festivais. Internacionalmente, já atuou na Inglaterra, EUA, Brasil, Suécia, Bélgica, Dinamarca, Espanha, Suiça, França, México, Itália, Marrocos, Malta e Holanda.

## Discografia
Alma Nova (1994); 
Luz Destino (1996) 
Senhora da Lapa (1998); 
Nome de Mar (2006); 
Fado & Piano (2012), Smooth (2014), Presente de Natal (2018), Hino do Pirilampo Mágico (sgl 2006).